# Pomacentrus pikei
Pomacentrus pikei är en fiskart som beskrevs av Bliss, 1883. Pomacentrus pikei ingår i släktet Pomacentrus och familjen Pomacentridae. Inga underarter finns listade i Catalogue of Life.